# Jack Szostak
Jack William Szostak (ur. 9 listopada 1952 w Londynie) – amerykański biolog, profesor genetyki w Massachusetts General Hospital.

## Życiorys
Ukończył studia uzyskując BS w dziedzinie biologii komórki na McGill University. Stopień doktora uzyskał na Cornell University, po czym przeniósł się na Uniwersytet Harvarda, gdzie kieruje laboratorium w Harvard Medical School.
W 2009, wraz z Carol W. Greider i Elizabeth Blackburn, otrzymał Nagrodę Nobla w dziedzinie fizjologii lub medycyny za „odkrycie jak zakończenia chromosomów są chronione przez struktury zwane telomerami oraz enzym telomerazę”.

## Pochodzenie
Pradziadek Szostaka wyemigrował z Polski do Stanów Zjednoczonych na przełomie XIX i XX w.